# Hellmut Mehnert

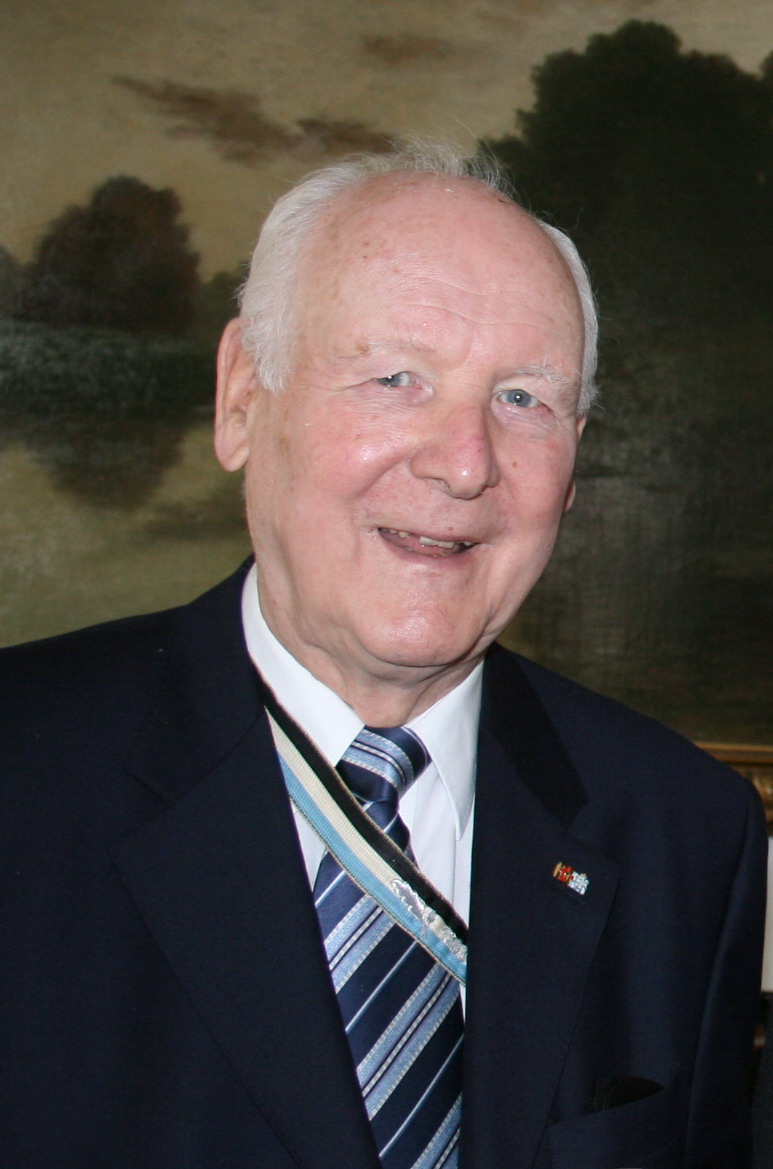
Hellmut Mehnert (2018)

Hellmut Mehnert (* 22. Februar 1928 in Leipzig; † 27. Januar 2023 in München) war ein deutscher Internist und Diabetologe.

## Leben
Mehnert besuchte die Thomasschule zu Leipzig. Unmittelbar nach dem Abitur im Jahre 1946 wurde er noch als Abiturient vom NKWD verhaftet und ins sowjetische Speziallager Nr. 1 Mühlberg verschleppt, das er erst im Juli 1948 verlassen konnte. Er studierte ab 1949 an der Ludwig-Maximilians-Universität München Humanmedizin. 1950 im Corps Suevia München recipiert, zeichnete er sich zweimal als Senior und einmal als Fuchsmajor aus. Er absolvierte 1954 das Staatsexamen und wurde im selben Jahr zum Dr. med. promoviert. Von 1955 bis 1965 arbeitete er an der Medizinischen Poliklinik der LMU München bei Walter Seitz. 1957 lernte er als Gastarzt bei Elliott P. Joslin am Joslin Diabetes Center in Boston. Seit 1961 Facharzt, habilitierte er sich 1963 für Innere Medizin. Er war von 1966 bis 1993 Chefarzt der III. Medizinischen Abteilung vom Klinikum Schwabing.
Nach fünf Jahren als Privatdozent wurde er 1968 apl. Professor und 1974 persönlicher Extraordinarius an der LMU München. Von 1964 bis 1990 war er ständiger Vertreter der Bundesrepublik Deutschland im Diabetes-Experten-Komitee der Weltgesundheitsorganisation. Er war von 1972 bis 1974 Vorsitzender des Münchner Ärztlichen Vereins. Von 1972 bis 1973 war er Präsident der Deutschen Diabetes Gesellschaft und 1975 des Kongresses der Europäischen Diabetes-Gesellschaft. Von 1975 bis 1982 war er Vizepräsident der Internationalen Diabetes Vereinigung. Von 1975 bis 1991 war er Ärztlicher Direktor des Krankenhauses München-Schwabing. 1980/81 war er Präsident der Deutschen Gesellschaft für Innere Medizin. 1996 wurde er korrespondierendes Mitglied der Sächsischen Gesellschaft für Innere Medizin. 

### Rezeption
1998 wurde der Hellmut-Mehnert-Preis der Deutschen Diabetes-Union ausgelobt. Ihm zu Ehren stiftete zudem die Deutsche Diabetes-Hilfe im Jahr 2013 die Mehnert-Medaille, mit der Menschen ausgezeichnet werden, die ein gutes gesundheitsbezogenes Selbstmagamenent hinsichtlich ihrer Diabeteserkrankung betreiben. Die Mehnert-Medaille wurde erstmals am Weltdiabetestag des Jahres 2013 auf einer hierfür ausgerichteten Veranstaltung der Deutschen Diabetes-Hilfe verliehen.

## Ehrungen
- Paul-Langerhans-Medaille
- Ernst-von-Bergmann-Plakette
- Gerhardt-Katsch-Medaille der Deutschen Diabetes-Gesellschaft
- Bundesverdienstkreuz 1. Klasse
- Bayerischer Verdienstorden
- München leuchtet in Gold
- Jülich Preis des Deutschen Diabetes-Zentrums
- Paracelsus-Medaille
- Günther-Budelmann-Medaille des Berufsverbandes Deutscher Internisten
- Leopold-Lichtwitz-Medaille (2016)
- Ehrenmitglied
  - Deutsche Gesellschaft für Innere Medizin (1993)
  - Deutsche Diabetes-Gesellschaft
  - Deutsche Gesellschaft für Endokrinologie
  - Sächsische Gesellschaft für Stoffwechselkrankheiten und Endokrinopathien (2005)

## Werke
- mit H.-U. Häring, B. Gallwitz, D. Müller-Wieland, K.-H. Usadel: Diabetologie in Klinik und Praxis: Das Referenzwerk für die alltägliche Praxis. Thieme 2011, ISBN 978-3-13-512806-1.
- mit E. Standl: Das große Trias-Handbuch für Diabetiker: Typ 1 und Typ 2: Alles was Ihnen hilft. Trias 2010, ISBN 978-3-8304-3887-8.
- Stoffwechsel. Droemer Knaur 2003, ISBN 978-3-426-66716-3.
- Lebensfreude trotz Diabetes: Vorbeugung. Grundlagen. Behandlung. Chancen. Ars et Unitas 2011, ISBN 978-3-936117-35-6.
- Diabetes – meine lebenslange Herausforderung. ecomed 2000; weitere Aufl. 2002, ISBN 978-3-609-16098-6.
- mit H. Förster. Stoffwechselkrankheiten – Biochemie und Klinik. Georg Thieme Verlag 1970, ISBN 978-3-13-460101-5.